# Basin (cançó de gesta)
Basin va ser una cançó de gesta francesa probablement del segle xii que tracta de la història de Carlemany abans d'esdevenir emperador; pertany, per tant, al cicle de Carlemany. Desgraciadament, la cançó de gesta no s'ha conservat però l'argument es coneix a través de la versió noruega de la Karlamagnús saga.

## Resum de l'argument
A la mort de Pipí, Carles ha de fugir, ja que hi ha una conspiració contra ell. Es refugia amb un cavaller fidel però un àngel li diu en un somni que vagi al bosc on es reuneix amb Basin, un bandoler. Els dos fan vida de bandolers. Carles s'assabenta, quan entra com a lladre al castell de Rainfroi i escolta d'amagat, que els seus germans bastards traïdors volen prendre definitivament la corona i que Rainfroi es coronarà a Aquisgrà i Heldri serà nomenat duc. Carles aconsegueix matar els traïdors, i dona a Basin un castell i la dona de Rainfroi com a premi per la seva ajuda.

## Comentari
El text original no s'ha conservat, però es coneix l'argument gràcies a la Karlamagnús saga i a altres mencions. L'argument se situaria en la continuació de la cançó de Berthe aux grands pies, però en una tradició divergent del Mainet, amb un final diferent pels traïdors.
La història dels germanastres de Carlemany pot estar basada en l'episodi on Carles Martel, fill bastard de Pipí d'Héristal, vencé el merovingi Khilperic (que correspondria amb Heldri) i el seu majordom palatí Raginfred (que correspondria Rainfroi) el 716 a Amblève (prop de Malmedy). La llegenda de Carlemany hauria absorbit un fet del seu avi.
La cançó de Basin segurament va influir en la narració neerlandesa de la fi del segle xii o principis del XIII Karel ende Elegast.